# دانشگاه ابن ظهور
دانشگاه ابن ظهور (به فرانسوی: Université Ibn Zohr) یک دانشگاه در مراکش است که در اکادیر واقع شده‌است.